# Thomas Bach
Thomas Bach (Würzburg, 1953. december 29. –) olimpiai és világbajnok német tőrvívó, sportvezető. A Nemzetközi Olimpiai Bizottság kilencedik elnöke 2013 és 2025 között. Foglalkozása gazdasági jogász.

## Életútja
1976-ban vívásban a nyugatnémet tőrcsapattal olimpiai bajnoki címet nyert. 1991-ben választották be a NOB-ba, 1996-ban a végrehajtó bizottság tagja lett. 2000-től 2004-ig a NOB elnökhelyettese, később 2006-ban újra ezt a pozíciót nyerte el. 2006 és 2013 között a Német Olimpiai Bizottság elnöke volt.

### A NOB elnökeként
Bachot 2013. szeptember 10-én választották meg a Nemzetközi Olimpiai Bizottság elnökévé a NOB 125. kongresszusán, Buenos Airesben, így Jacques Rogge utódja lett, aki 2001 óta vezette a szervezetet. Megválasztásával 2013. szeptember 17-én lemondott a Német Olimpiai Bizottság elnöki tisztségéről.

## Díjai, elismerései
- A Magyar Érdemrend nagykeresztje (2025)[2]